# Сан-Франсиско-Готера
Сан-Франсиско-Готера (исп. San Francisco Gotera) — город в Сальвадоре, административный центр департамента Морасан.

## История
Был основан в колониальную эпоху индейцами. В 1875 году получил статус города.
Во время гражданской войны 1980-х годов в городе базировалось элитное подразделение правительственных войск — батальон «Рональд Рейган».

## Географическое положение
Центр города располагается на высоте 301 м над уровнем моря.

## Экономика
Экономика города основана на производстве сахарного тростника, кофе, авокадо, ананасов, лимонов, бананов и других культур.

## Демография
Население города по годам:
| 1992   | 2000   | 2012   |
| ------ | ------ | ------ |
| 12 659 | 14 800 | 17 999 |